# Vicalvi
Vicalvi là một đô thị ở tỉnh Frosinone trong vùng Lazio, có vị trí cách khoảng 100 km về phía đông của Roma và khoảng 30 km về phía đông của Frosinone. Tại thời điểm ngày 31 tháng 12 năm 2004, đô thị này có dân số 844 người và diện tích là 8,2 km².
Vicalvi giáp các đô thị: Alvito, Casalvieri, Fontechiari, Posta Fibreno.